# Бюро економічної безпеки України
Бюро економічної безпеки України (БЕБ) — український правоохоронний орган у сфері охорони економічної безпеки держави (фінансова поліція).

## Мета
Мета Бюро — протидія економічним злочинам проти держави шляхом реалізації правоохоронної, аналітичної, економічної, інформаційної та інших функцій.
Закон про Бюро економічної безпеки України прийнятий Верховною Радою 28 січня 2021 року. Уряд утворив Бюро 12 травня 2021 року як центральний орган виконавчої влади, діяльність якого спрямовується і координується Кабінетом Міністрів України. 25 листопада 2021 року Бюро випустило повідомлення про офіційний запуск роботи, що однак не означає реального початку виконання повноважень. Перша новина про повідомлену детективами БЕБ підозру датована 29 грудня 2021 року.

## Історія створення і діяльності

### 2013
Створення нової цивільної служби при Міністерстві фінансів для заміни податкової міліції та консолідації всіх повноважень з боротьби з фінансовими злочинами проти держави в одному агентстві, уникаючи при цьому дублювання функцій, була пріоритетною вимогою Міжнародного валютного фонду.
Перша спроба заснувати орган, відповідальний за боротьбу з фінансовими порушеннями, належить до весни 2013 року. Законопроєкт «Про Службу фінансових розслідувань України (фінансову поліцію)» розглядався міністерствами Уряду Азарова за ініціативою Податкової міліції.

### 2014
25 березня 2014 року Прем'єр-міністр України Арсеній Яценюк доручив підготувати концепцію формування Служби фінансових розслідувань і необхідні документи для її створення. СФР повинна замінити податкову міліцію і включити в себе підрозділи МВС та СБУ по боротьбі з економічними злочинами.
28 травня Кабмін устами тодішнього ідеолога реформи В. Хоменка анонсував створення Служби фінансових розслідувань як єдиного відомства, яке запобігатиме й боротиметься з економічними правопорушеннями та узгодив проєкт закону «Про основи протидії та боротьбу з економічними правопорушеннями і здійснення фінансового контролю». Розпочалося його громадське обговорення.
У червні Європейський Союз через представництво в Україні заявив, що не підтримував створення СФР саме в тому вигляді, який запропонувала українська влада.

2 липня з'явився законопроєкт «Про основи запобігання та боротьби з економічними правопорушеннями і здійснення фінансового контролю». У липні-серпні В. Хоменко презентував концепцію СФР, представляючи її в регіонах. Він також заручився підтримкою Європолу, який схвалив ініціативу створення СФР.
6 серпня на засіданні Уряду Прем'єр-міністр Арсеній Яценюк ще раз запропонував створити єдину фінансову службу розслідувань, ліквідувавши податкову міліцію і ще чотири органи державної влади, які займалися перевірками суб'єктів підприємницької діяльності. За два дні Кабмін затвердив законопроєкт «Про основи запобігання та боротьби з економічними правопорушеннями». Він був зареєстрований у Верховній Раді України за № 4449а, проте 27 листопада 2014 — відкликаний. Цьому передувала критика проєкту зі сторони МВС та профільного комітету Верховної Ради.
Законопроєкт 4449а передбачав, що Служба будуватиметься на базі таких органів і підрозділів:

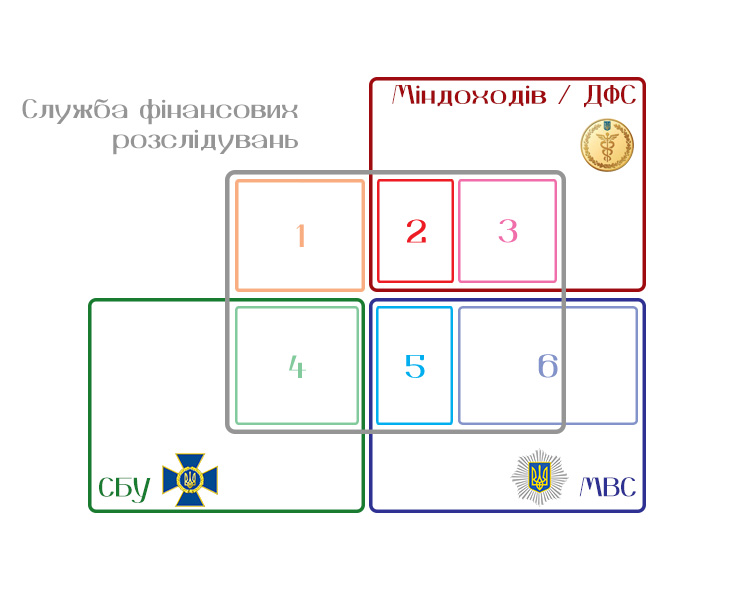
Схема державних органів та підрозділів, з яких пропонувалося створити СФР у 2014 році

1. Державна фінансова інспекція України;
2. Департамент боротьби з відмиванням доходів, одержаних злочинним шляхом (у складі Міндоходів);
3. Підрозділи податкової міліції (у складі Міндоходів);
4. Головне управління контррозвідувального захисту інтересів держави у сфері економічної безпеки (у складі СБУ);
5. Департамент захисту економіки Національної поліції України (колишній ДСБЕЗ);
6. Головне управління по боротьбі з організованою злочинністю (у складі Національної поліції)[K 1].

### 2015
Після усунення керівництва ДФС у березні 2015 року питання створення Служби фінансових розслідувань не порушувалося протягом трьох місяців.
Прем'єр-міністр Арсеній Яценюк 24 червня 2015 року анонсував розробку нового законопроєкту про СФР.
У вересні 2015 такий законопроєкт був оприлюднений на сайті ДФС з метою громадського обговорення.

### 2016
Групою народних депутатів запропонований законопроєкт «Про Фінансову поліцію» від 15.03.2016 р.
Згідно пропозиції, фінансова поліція — це державний правоохоронний орган, на який покладається обов'язок забезпечення запобігання, виявлення, припинення, розслідування та розкриття злочинів у сфері формування та використання фінансових ресурсів держави, економічної безпеки.
Фінансова поліція утворюється на заміну податковій міліції.
Міністр внутрішніх справ України Арсен Аваков висловився за створення єдиного органу, що займатиметься розслідуванням злочинів у сфері економіки на кшталт Служби фінансових розслідувань США.
Міністерство фінансів у представленому проєкті податкової реформи пропонує створити фінансову поліцію замість податкової міліції.
Міністерство економічного розвитку і торгівлі висловилося за створення СФР.
Міністр фінансів у листопаді повідомив, що Служба ФР повинна з'явитися не пізніше 2017 року; вона буде в першу чергу аналітичною, а не силовою; штат складатиме 2500 працівників.

### 2017
В лютому міністр фінансів презентував законопроєкт щодо створення органу протидії фінансовим злочинам (СФР). До основних функцій Служби належатиме виявлення, припинення, розкриття та досудове розслідування злочинів у економічній-фінансовій-податковій сферах, а також аналітична і профілактична робота.
22 березня КМУ схвалив законопроєкт як урядовий. Повідомлення такого ж змісту з'явилося у ЗМІ 11 вересня.

### 2018
Міністерства фінансів України та Литви вирішили створити Координаціний комітет для реалізації реформи ДФС та створення Служби фінансових розслідувань.
Тим часом, законопроєкт Мінфіну так і був надісланий Урядом до Верховної Ради. Натомість, зареєстровано проєкт Ніни Южаніної про Національне бюро фінансової безпеки. Міністр фінансів України Олександр Данилюк розкритикував його, знайшовши 18 вразливостей, та рекомендував не приймати закон навіть в першому читанні.

### 2019
Речники команди обраного Президента Володимира Зеленського заявили, що з метою боротьби з корупцією планують створити окремий орган для розслідування справ про економічні злочини і подати законопроєкт про Службу фінансових розслідувань. Відповідний пункт є у програмі переможця виборів.
Секретар Ради національної безпеки і оборони України Олександр Данилюк повідомив, що створення Служби фінансових розслідувань Президент Володимир Зеленський розглядає як пріоритетне завдання. Служба буде саме аналітичним, а не силовим центром, покликаним упереджувати вчинення злочинів у фінансовій сфері, зокрема, займатиметься виявленням, припиненням, розкриттям та досудовим розслідуванням злочинів, а також матиме право на ОРД. Кількість працівників СФР не має перевищувати 3000 осіб.
На доручення глави держави проєкт закону про Бюро фінансових розслідувань був унесений до Верховної Ради як невідкладний 30 серпня. Проте, вже 2 жовтня його зняли з розгляду.
Тим часом, 2 жовтня, Верховна Рада прийняла в першому читанні інший законопроєкт № 1208-2 авторства народних депутатів О. М. Василевської-Смаглюк та Д. А. Монастирського, текст якого загалом повторює проєкт Гетманцева.

### 2020
У державному бюджеті на 2020 рік Бюро фінансових розслідувань профінансоване на 649 млн грн.
Законопроєкт Василевської-Смаглюк — Монастирського відхилено 17 січня.
2 липня зареєстровано новий проєкт Гетманцева, Василевської-Смаглюк та ін. депутатів від фракції «Слуга народу» «Про Бюро економічної безпеки України» (№ 3087-д), що 3 вересня пройшов перше читання.
Уряд Дениса Шмигаля взяв на себе зобов'язання щодо ліквідації податкової міліції та створення нового політично незалежного агентства для розслідування серйозних економічних та фінансових злочинів в обмін на макрофінансову допомогу від ЄС.

### 2021
28 січня Верховна Рада України прийняла Закон про Бюро економічної безпеки (законопроєкт № 3087-д) з чисельністю персоналу 4000 осіб. Закон підписаний Президентом Володимиром Зеленським 22 березня.
Кабінет Міністрів прийняв 12 травня 2021 р. постанову № 510 «Про утворення Бюро економічної безпеки України», якою утворив Бюро економічної безпеки України як центральний орган виконавчої влади, діяльність якого спрямовується і координується Кабінетом Міністрів України.
Влітку працювала комісія з проведення конкурсу на зайняття посади директора Бюро під керівництвом Тимофія Милованова. До заключного етапу конкурсу пройшли голова Державної фіскальної служби Вадим Мельник, член Ради НБУ Василь Горбаль і прокурор Офісу генпрокурора Аттіла Ковчі. З-поміж них Кабінет Міністрів обрав Вадима Мельника, який і став першим директором БЕБ 20 серпня 2021 року.
Державну реєстрацію органу як юридичної особи проведено 23.08.2021 р.
24 листопада 2021 року Кабінет Міністрів формально підтримав початок діяльності Бюро та передав йому будівлю в Києві.
Перша новина про повідомлену детективами БЕБ підозру датована 29 грудня 2021 року.

### 2022
14 грудня 2022 року у Верховній Раді України створили Тимчасову слідчу комісію (ТСК) з питань розслідування можливих фактів порушень законодавства посадовцями БЕБ, органів держвлади та інших держорганів, які здійснюють повноваження у сфері економічної безпеки. До повноважень ТСК належить розслідування зловживань та бездіяльності у сфері економічної безпеки, що могли призвести до зменшення надходжень до державного та місцевих бюджетів.

### 2023
На початку 2023 року відбулися затримання двох детективів територіальних управлінь БЕБ, які прикривали гральний бізнес та незаконну торгівлю за неправомірну винагороду.
Вже 20 лютого Комітет Верховної Ради з питань фінансів, податкової та митної політики визнав роботу керівництва Бюро економічної безпеки незадовільною. Депутати рекомендували Кабінету Міністрів вжити відповідних заходів з метою перезавантаження роботи БЕБ.

### 2024
20 червня 2024 року парламент ухвалив законопроєкт № 10439 про перезавантаження Бюро економічної безпеки, що було вимогою міжнародних партнерів для надання 3 млрд доларів.
Закон передбачає зміну керівництва та переатестацію всіх працівників БЕБ. Обирати голову бюро буде комісія з шести членів, три з яких призначена міжнародними організаціями та три — Кабміном. Після цього буде сформована комісія для переатестації працівників. Вона буде складатися з 12 членів, 6 з яких — призначені директором, ще 6 — за поданням міжнародних експертів. Рішення прийматиметься більшістю, перевагу матимуть саме міжнародні члени комісії. В законі не встановлений реченець обрання директора.

### 2025
24 червня 2025 року завершився конкурс з обрання переможця на посаду голови Бюро економічної безпеки — ним став детектив НАБУ Олександр Цивінський. Про це стало відомо з відеотрансляції голосування. Ніхто з претендентів не набрав необхідні 4 голоси членів комісії. Тому за законом обрали кандидата, який набрав 3 голоси від міжнародних членів комісії. Троє українських представників комісії не поділяють цей вибір .

## Статус
Бюро економічної безпеки України — центральний орган виконавчої влади, на який покладаються завдання щодо протидії правопорушенням, що посягають на функціонування економіки держави. Відповідно до покладених завдань БЕБ виконує правоохоронну, аналітичну, економічну, інформаційну та інші функції. Діяльність Бюро спрямовується та координується Кабінетом Міністрів України.
Основними завданнями Бюро економічної безпеки України є:
1. виявлення зон ризиків у сфері економіки шляхом аналізу структурованих і неструктурованих даних;
2. оцінювання ризиків і загроз економічній безпеці держави, напрацювання способів їх мінімізації та усунення;
3. забезпечення економічної безпеки держави шляхом запобігання, виявлення, припинення, розслідування кримінальних правопорушень, що посягають на функціонування економіки держави;
4. збирання та аналіз інформації про правопорушення, що впливають на економічну безпеку держави, та визначення способів запобігання їх виникненню в майбутньому;
5. планування заходів у сфері протидії кримінальним правопорушенням;
6. виявлення та розслідування правопорушень, пов'язаних з отриманням та використанням міжнародної технічної допомоги та ін.

Бюро наділене повноваженням здійснювати оперативно-розшукову діяльність та досудове розслідування у межах передбаченої законом підслідності.

## Регулювання діяльності

### Організація діяльності
Бюро є юридичною особою публічного права та здійснює свої повноваження через центральний апарат і територіальні управління. Структура Бюро може включати підрозділи детективів, інформаційно-аналітичні, оперативно-технічні та інші підрозділи. Гранична чисельність працівників центрального апарату і територіальних управлінь Бюро становить не більше 4 тисяч осіб.
Директор Бюро економічної безпеки України призначається на посаду Кабінетом Міністрів України за поданням Прем'єр-міністра України за пропозицією комісії з проведення конкурсу. Директор може бути звільнений Урядом, зокрема, у випадку визнання Кабінетом Міністрів роботи Бюро незадовільною за результатами звіту Директора.
До працівників Бюро належать особи, які є гласними і негласними штатними працівниками, з числа осіб, які мають спеціальні звання, державні службовці та особи, які уклали трудовий договір. Служба в Бюро є державною службою особливого характеру. Прийняття громадян України на службу до Бюро без проведення конкурсу забороняється.
Законом передбачена посада аналітика Бюро. Це особа, яка має спеціальне звання, основним завданням якої є здійснення кримінального аналізу з метою виконання завдань Бюро.
Посадовий оклад осіб, які мають спеціальні звання БЕБ, є не меншим, ніж 20 розмірів прожиткового мінімуму для працездатних осіб.

### Контроль за діяльністю
Бюро через засоби масової інформації, на своєму офіційному вебсайті та в інший спосіб регулярно інформує суспільство про свою діяльність.
Утворюється Рада громадського контролю у складі 15 осіб, яка формується на засадах відкритого та прозорого конкурсу шляхом рейтингового інтернет-голосування громадян України.
Директор Бюро щороку, не пізніше 1 березня, звітує перед Верховною Радою України, Кабінетом Міністрів України про діяльність Бюро економічної безпеки України за попередній календарний рік.
За невиконання або неналежне виконання своїх обов'язків працівники Бюро несуть кримінальну, адміністративну, цивільно-правову, матеріальну та дисциплінарну відповідальність згідно із законом.

## Підслідність
| Стаття КК | Стаття КК | За умови: |
| --------- | --- | --- |
| 199       | Виготовлення, зберігання, придбання, перевезення, пересилання, ввезення в Україну з метою використання при продажу товарів, збуту або збут підроблених грошей, державних цінних паперів, що існують у паперовій формі, білетів державної лотереї, марок акцизного податку чи голографічних захисних елементів | |
| 200       | Незаконні дії з документами на переказ, платіжними картками та іншими засобами доступу до банківських рахунків, електронними грошима, обладнанням для їх виготовлення | |
| 2032      | Незаконна діяльність з організації або проведення азартних ігор, лотерей | |
| 204       | Незаконне виготовлення, зберігання, збут або транспортування з метою збуту підакцизних товарів | |
| 2051      | Підроблення документів, які подаються для проведення державної реєстрації юридичної особи та фізичних осіб — підприємців | |
| 206       | Протидія законній господарській діяльності | |
| 212       | Ухилення від сплати податків, зборів (обов'язкових платежів) | |
| 2121      | Ухилення від сплати ЄСВ та страхових внесків на загальнообов'язкове державне пенсійне страхування | |
| 2181      | Доведення банку до неплатоспроможності | |
| 219       | Доведення до банкрутства | |
| 2201      | Порушення порядку ведення бази даних про вкладників або порядку формування звітності | |
| 2202      | Фальсифікація фінансових документів та звітності фінансової організації, приховування неплатоспроможності фінансової установи або підстав для відкликання (анулювання) ліцензії фінансової установи | |
| 222       | Шахрайство з фінансовими ресурсами | |
| 2221      | Маніпулювання на організованих ринках | |
| 2231      | Підроблення документів, які подаються для реєстрації випуску цінних паперів | |
| 224       | Виготовлення, збут та використання підроблених цінних паперів (крім державних цінних паперів) | |
| 229       | Незаконне використання знака для товарів і послуг, фірмового найменування, кваліфікованого зазначення походження товару | |
| 231       | Незаконне збирання з метою використання або використання відомостей, що становлять комерційну або банківську таємницю | |
| 232       | Розголошення комерційної, банківської таємниці або професійної таємниці на ринках капіталу та організованих товарних ринках [кримінальний проступок] | |
| 2321      | Незаконне використання інсайдерської інформації | |
| 2322      | Приховування інформації про діяльність емітента | |
| 233       | Незаконна приватизація державного, комунального майна | |
| 191       | Привласнення, розтрата майна або заволодіння ним шляхом зловживання службовим становищем | якщо предметом злочину є бюджетне відшкодування |
| 2062      | Протиправне заволодіння майном підприємства, установи, організації | якщо досудове розслідування таких злочинів не віднесено до підслідності ДБР чи НАБУ |
| 210       | Нецільове використання бюджетних коштів, здійснення видатків бюджету чи надання кредитів з бюджету без встановлених бюджетних призначень або з їх перевищенням | якщо досудове розслідування таких злочинів не віднесено до підслідності ДБР чи НАБУ |
| 211       | Видання нормативно-правових актів, що зменшують надходження бюджету або збільшують витрати бюджету всупереч закону | якщо досудове розслідування таких злочинів не віднесено до підслідності ДБР чи НАБУ |
| 191       | Привласнення, розтрата майна або заволодіння ним шляхом зловживання службовим становищем | якщо: — розмір предмета злочину або завданої ним шкоди становить від 500 до 2000 п.м.; та — його вчинено службовою особою державного органу, органу місцевого самоврядування, суб'єкта господарювання, у статутному капіталі якого частка державної або комунальної власності перевищує 50 %; та — досудове розслідування таких злочинів не віднесено до підслідності ДБР чи НАБУ |
| 364       | Зловживання владою або службовим становищем | якщо: — розмір предмета злочину або завданої ним шкоди становить від 500 до 2000 п.м.; та — його вчинено службовою особою державного органу, органу місцевого самоврядування, суб'єкта господарювання, у статутному капіталі якого частка державної або комунальної власності перевищує 50 %; та — досудове розслідування таких злочинів не віднесено до підслідності ДБР чи НАБУ |
| 192       | Заподіяння майнової шкоди шляхом обману або зловживання довірою | якщо під час розслідування зазначених вище злочинів будуть встановлені ці злочини |
| 358       | Підроблення документів, печаток, штампів та бланків, збут чи використання підроблених документів, печаток, штампів | якщо під час розслідування зазначених вище злочинів будуть встановлені ці злочини |
| 366       | Службове підроблення | якщо під час розслідування зазначених вище злочинів будуть встановлені ці злочини |
| 369       | Пропозиція, обіцянка або надання неправомірної вигоди службовій особі | якщо під час розслідування зазначених вище злочинів будуть встановлені ці злочини |

## Керівництво
| №    | Директор                      | Початок повноважень | Закінчення повноважень |
| ---- | ----------------------------- | ------------------- | ---------------------- |
| 1    | Мельник Вадим Іванович        | 20 серпня 2021      | 11 квітня 2023         |
| в.о. | Федоров Едуард Володимирович  | 11 квітня 2023      | 14 серпня 2023         |
| в.о. | Пащук Андрій Вікторович       | 16 серпня 2023      | 9 квітня 2024          |
| в.о. | Перхун Сергій Олександрович   | 9 квітня 2024       | 8 квітня 2025          |
| в.о. | Кутерга Максим Володимирович  | 8 квітня 2025       | 2 травня 2025          |
| в.о. | Перхун Сергій Олександрович   | 2 травня 2025       | 6 серпня 2025          |
| 2    | Цивінський Олександр Ігорович | 6 серпня 2025       |                        |